# مدبون
{{جعبه اطلاعات روستای ایران
|نام‌رسمی=مدبون
|روی‌نقشه= مدبون
|عرض‌جغرافیایی=
|طول‌جغرافیایی=
|تصویر= 
|اندازه‌تصویر= 
|برچسب‌تصویر= 
|استان=کرمان
|شهرستان=زرند
|بخش= بخش مرکزی
|دهستان=حتکن
|نام‌محلی=مدبون
|نام‌های‌دیگر=
|نام‌های‌قدیمی=
|سال‌بنیاد= 
|جمعیت= ۸۴ نفر
|رشدجمعیت=
|تراکم‌جمعیت=
|زبان=فارسی
|مساحت=
|ارتفاع= 
|میانگین‌دما=
|میانگین‌بارش‌سالانه=
|شمارروزهای‌یخبندان=
|کد آماری    =۱۰۲۶۱۷
|ره‌آورد=
|پیش‌شماره=
|وب‌گاه=
|جمله‌خوشامد= به مدبون خوش امدید
|پانویس=
دهیار=علی ضیائی
مدبون، روستایی از توابع بخش مرکزی شهرستان زرند در استان کرمان ایران است.

## جمعیت
این روستا در دهستان حتکن قرار دارد و براساس سرشماری مرکز آمار ایران در سال ۱۳۸۵، جمعیت آن ۸۴ نفر (۲۹خانوار) بوده‌است.